# Landschaftsschutzgebiet Quellbereiche der Exter
Das Landschaftsschutzgebiet Quellbereiche der Exter mit 32,9 ha Flächengröße liegt westlich von Alverdissen im Stadtgebiet von Barntrup. Es wurde 2006 mit dem Landschaftsplan Oberes Begatal durch den Kreistag des Kreises Lippe als Landschaftsschutzgebiet (LSG) ausgewiesen.

## Beschreibung
Das LSG umfasst drei Teilflächen. Das LSG ist vom Landschaftsschutzgebiet Lipper und Pyrmonter Bergland umgeben, soweit nicht Bebauung angrenzt. Das LSG umfasst drei Quellbereiche der Exter. Der nördliche  Quellbach entspringt in einem Muldental mit Grünlandnutzung. Als begradigter Graben mit Gehölzstrukturen fließt er etwa 300 m nach Osten. Hier endet das LSG und der Bach fließt im Graben weiter.
Der mittlere Quellbach entspringt in einem kleinen flachen Tümpel am Rande einer Viehweide mit einigen älteren Obstbäumen. Im Teich mit niedrigwüchsigen Uferfluren sammelt sich das Wasser aus Drainagen der umliegenden Äcker. Begleitet von verschiedenen Gehölzstrukturen fließt der Quellbach in einem flachen Muldental in der offenen Agrarlandschaft. Ewa 100 m östlich der Quelle befindet sich eine Wassergewinnungsanlage neben dem Bach. Sie ist von hohen Pappeln mit Brennnesselfluren umgeben. Der Bach fließt danach als schmales Rinnsal mit geringer Fließgeschwindigkeit mit begleitenden nitrophilen Hochstauden weiter. Am Nordufer wird der Bach durch einen Gehölzsaum vom angrenzenden Acker im LSG abgeschirmt. Im mittleren Bachabschnitt liegt südlich des Baches eine weitere Quelle. Hier steht ebenfalls eine Wassergewinnungsanlage. Hier steht außerdem ein kleines Eschenwäldchen und näher zum Bach steht ein Erlenwäldchen. Die Wäldchen weisen eine ruderalisierte Krautschicht auf.
Der südliche Quellbach entspringt in einer Quellflur. Hier liegt auch ein bodensaures seggenreiches Kleinseggenried mit Pflanzen der Roten Liste NRW. Der Bach gließt mit beidseitigem Ufergehölz nach Osten.
Zum Landschaftsschutzgebiet führt der Landschaftsplan aus: „Das Gesamtgebiet weist eine hohe strukturelle Vielfalt auf. Dem Bereich kommt eine Bedeutung als Korridor für Arten der Grünlandauen zu. Weiterhin ist er wichtig für die Vernetzung isolierter Magerstandorte und Gehölzbestände. Das Gebiet hat eine regionale Bedeutung und liegt innerhalb der Biotopverbundfläche der LÖBF NRW VB-DT-3920-006 "Oberlauftalsystem der Exter und angrenzende Wald-Offenland-Höhen".“

## Schutzzwecke für das LSG
Laut Landschaftsplan erfolgte die Ausweisung des LSG
- „zur Erhaltung und Wiederherstellung der Leistungsfähigkeit des Naturhaushaltes in ökologisch besonders wertvoll strukturierten Bereichen mit Wasser-, Klima- und Biotopschutzfunktionen,“
- „zur Erhaltung und Wiederherstellung von Quellbereichen und naturnahen Fließgewässern, Wald- und Grünlandbereichen unterschiedlicher Feuchtestufen, Feldgehölzen, Hecken und Obstwiesen,“
- „zur Erhaltung morphologisch ausgeprägter Bereiche zur Sicherung der landschaftlichen Eigenart und Vielfalt für die Erholung, “
- „zur Erhaltung wertvoller Biotopkomplexe aus Wald-Grünlandbereichen, Fließgewässern und Quellen sowie Biotopen nach § 62 LG mit wichtigen Refugial-, Puffer-, Trittstein- und Vernetzungsfunktionen,“
- „zur Erhaltung und Wiederherstellung wichtiger Rückzugsräume für die bedrohte Tier- und Pflanzenwelt,“
- „zur Sicherung von kulturhistorisch bedeutsamen Landschaften, z. B. Terrassenkulturlandschaften,“
- „zur Sicherung der das Orts- und Landschaftsbild gliedernden und belebenden und die dörflichen Siedlungsstrukturen prägenden Freiraumelemente.“[1]

## Rechtliche Vorschriften
Im Landschaftsschutzgebiet ist unter anderem das Errichten von Bauten und das Anlegen von Fischteichen verboten.